# 上塔东
上塔东（Upper Tadong），是印度锡金邦东锡金县的一个城镇。总人口14670（2001年）。

## 人口
该地2001年总人口14670人，其中男性7984人，女性6686人；0—6岁人口1492人，其中男771人，女721人；识字率76.17%，其中男性为80.36%，女性为71.16%。